# Penny Magazine
The Penny Magazine («Журнал за пенни») — британский иллюстрированный журнал для рабочих, выходивший каждую субботу с 21 марта 1832 года по 31 октября 1845 года.
Был основан Чарльзом Найтом для «Общества за распространение полезных знаний» (англ. Society for the Diffusion of Useful Knowledge) в ответ на выход «Chambers’s Edinburgh Journal», который начал издаваться на 2 месяца раньше. Продавался всего за 1 пенни (отсюда название) и иллюстрировался ксилографиями, поэтому был малодоходным предприятием, которое можно было поддержать только за счёт очень большого тиража. Несмотря на первоначальный успех (в первый год тираж достиг 200 тысяч экземпляров), в итоге зарекомендовал себя как слишком скучный и явно ориентированный на партию вигов, что не позволило ему в дальнейшем сохранить широкого читателя среди рабочих.